# Chadisra plagifera
Chadisra plagifera är en fjärilsart som beskrevs av Matsumura 1925. Chadisra plagifera ingår i släktet Chadisra och familjen tandspinnare. Inga underarter finns listade i Catalogue of Life.